# Joseph Rosenstock
Pour les articles homonymes, voir Rosenstock.
Joseph Rosenstock, né le 27 janvier 1895 à Cracovie (Pologne) et mort le 17 octobre 1985 à New York (États-Unis), est un chef d'orchestre américain.

## Carrière

### Débuts
Joseph Rosenstock travaille au Théâtre d'État de Darmstadt, où il dirige le 12 avril 1923 Hagith de Karol Szymanowski, et à l'Opéra d'État de Wiesbaden, où il dirige le 6 mai 1928 la création de trois courts opéras d'Ernst Křenek, Der Diktator, Das geheime Königreich et Schwergewicht, oder Die Ehre der Nation dans le cadre du festival Maifestwoche. Il est embauché au Metropolitan Opera de New York pour remplacer Artur Bodanzky en 1928. Cependant, il reçoit des critiques si médiocres qu'il démissionne après seulement six représentations et Bodanzky reprend son poste.

### Jüdischer Kulturbund, 1933 à 1936
De retour en Allemagne, il travaille à Mannheim et, de 1933 à 1936, est chef d'orchestre du Berlin Jüdischer Kulturbund, dirigeant notamment la première allemande (entièrement juive) du Nabucco de Verdi le 4 avril 1935,.

### Tokyo, 1936-1946
Rosenstock quitte Berlin en 1936 et déménage au Japon pour diriger le Japan Symphony Orchestra (qui avait été fondé en 1926 et devient le NHK Symphony Orchestra en 1951). Il reste à Tokyo jusqu'en 1946 et enseigne comment diriger les symphonies de Beethoven à Hideo Saito (chef d'orchestre, éducateur et cofondateur de l'Université de musique Tōhō Gakuen) et à Masashi Ueda (chef d'orchestre de l'Orchestre symphonique de Tokyo, qui a introduit la musique contemporain russe, américaine et japonaise au public) et à Roh Ogura.

### New York, 1948-1969
En 1948, Rosenstock retourne à New York pour travailler comme chef d'orchestre au New York City Opera (NYCO), faisant ses débuts avec Le nozze di Figaro. En 1951, il dirige notamment la première mondiales de The Dybbuk de David Tamkin.
En janvier 1952, Rosenstock succède à Laszlo Halász en tant que directeur général du NYCO. Il occupe ce poste pendant quatre saisons, poursuivant la programmation novatrice de Halász au répertoire inhabituel mélangé à des œuvres standard. Il dirige notamment la première mondiale de The Tender Land d'Aaron Copland, la première new-yorkaise de Troilus and Cressida de William Walton et les premières aux États-Unis de Der Prozess de Gottfried von Einem et Le Château de Barbe-Bleuede Béla Bartók. Rosenstock est également le premier directeur de NYCO à inclure le théâtre musical dans le répertoire de la compagnie avec, Show Boat, une production de 1954 de Jerome Kern et Oscar Hammerstein II. Cette décision a été ridiculisée par la presse mais Rosenstock s'est senti justifié alors que la production jouait dans une salle comble. Pendant ce temps, la production par la compagnie de l'opéra Don Pasquale de Donizetti cette saison ne vendait que 35% des sièges de la salle.
Rosenstock retourne au Met le 31 janvier 1961 pour diriger Tristan und Isolde et est membre régulier du personnel de direction du Met jusqu'à sa dernière performance en dirigeant Die Meistersinger le 13 février 1969. Au cours de ces huit années, il a dirigé 248 représentations au Metropolitan Opera, dont un certain nombre de spectacles diffusés à la radio du Metropolitan Opera.